# Jean-Pierre Philibert
 (mai 2023).
Jean-Pierre Philibert, né le 30 mars 1948 à Vals-près-le-Puy (Haute-Loire), est un homme politique français. Après avoir été conseiller de la présidente du MEDEF, Laurence Parisot, de janvier à mars 2010, il devient président de la Fédération des entreprises d'outre-mer en avril 2011.

## Famille et formation
Fils d'un pharmacien, il est issu d'une lignée d'élus locaux, son grand-père maternel Louis Brioude est maire de Vals-près-le-Puy et son père, Pierre Philibert, est maire du Puy-en-Velay de 1990 à 1995. Diplômé de Sciences politiques, il est titulaire d'une licence en droit et d'un Certificat d'Études Supérieures de Droit Social.

## Activités professionnelles
De septembre 1974 à septembre 1999, il exerce la fonction d'avocat, spécialisé en droit social et droit économique à Fidal, devenu KPMG-Fidal. Pendant cette période (juin 1988-juin 1997), il est conseiller du Président de KPMG-Fidal avant de devenir, en juin 1997, Directeur des Relations extérieures de KPMG-Fidal jusqu'à septembre 1999.
De septembre 1999 à décembre 2009, il est directeur des Relations avec les Pouvoirs Publics du MEDEF et devient Conseiller de la Présidente du MEDEF, Laurence Parisot, de janvier 2010 à mars 2010.
Il devient, en avril 2011, président de la Fédération des Entreprises d'Outre-Mer (FEDOM). Il est réélu le 26 octobre 2012 et à nouveau le 10 avril 2015.

## Activités politiques et mandats
- Il est élu adjoint au maire de Saint-Étienne en 1983, dans la liste conduite par le sénateur François Dubanchet. Il est réélu en 1989 et en 1995.
- Le 12 juin 1988, il est élu député de la première circonscription de la Loire sous l'étiquette - Parti républicain-Union pour la démocratie française
- Il est réélu le 28 mars 1993 dans cette même circonscription avec 67,90 % des voix sous l'étiquette - Parti républicain-Union pour la démocratie française et du centre

En 1996, il est président de la commission parlementaire d'enquête sur les lois relatives à l'immigration. Ce rapport critique sévèrement les lois alors en cours et propose quarante-six mesures supplémentaires contre l'immigration clandestine.

## Décorations
Officier de la Légion d'honneur
 Officier de l'ordre national du Mérite